# Poema de Roda en honor de Ramón Berenguer IV
El Poema de Roda en honor de Ramón Berenguer IV es un himno latino incompleto —aunque quizá solo le falten una o dos estrofas— con características épicas compuesto probablemente en Roda en 1149 o 1150 y que constituye un panegírico de Ramón Berenguer IV.
El poema canta los hechos victoriosos de Ramón Berenguer IV una vez tomadas las plazas de Tortosa y Lérida. La forma métrica del poema está relacionada, sin embargo, con los himnos sacros y no con la épica. Por otro lado, el verso tiene un ritmo de carácter acentual y no cuantitativo, y rima consonante, caracteres propios de la poesía neolatina del siglo XII.
Se puede apreciar la titulación del conde en los versos 10-15:

Fracta cadunt sepcies gentilium,
solidantur signa fidelium
per te, comes Barchinonensium.

Idem princeps Aragonensium,
dux Tortosae, rex Illerdensium,
penetraste regale solium.
Rotas caen sin cesar las enseñas de los paganos,
firmes permanecen las banderas de los fieles
por ti, conde de los barceloneses.

Además, príncipe de los aragoneses,
duque de Tortosa, rey de los ilerdenses,
te asentaste en el solio regio.

Este himno está relacionado con el Poema de Almería, que canta en hexámetros la toma de esta ciudad a los musulmanes, y con el poema en dísticos de Ermoldo el Negro (siglo IX) compuesto en honor de Ludovico Pío en el que alaba, entre otras gestas, la toma de Barcelona en 801 para el Imperio carolingio. Con el poema de Ermoldo, el de Roda tiene coincidencias sintácticas y léxicas.
El texto se escribió en vida de Ramón Berenguer IV, por lo que su fecha de composición está entre 1149 (toma de Lérida) y la muerte del príncipe de Aragón en 1162. Sin embargo, la presencia de la inusual titulación como «rex ilerdensium» indicaría que la conquista de Lérida estaría muy reciente, pues en adelante usó siempre la titulación de duque o marqués, y no de rey de esa ciudad. Este título se debe, seguramente, a la consideración de Ramón Berenguer como nuevo dueño del reino taifa de Lérida en un periodo inmediatamente posterior a la conquista del mismo, y antes de crear otra titulación y establecer Lérida como marquesado y ducado. 